# تپه گرد آشه وان
تپه گرد آشه وان مربوط به دوران پیش از تاریخ ایران باستان است و در شرق پیرانشهر واقع شده و این اثر در تاریخ ۱۶ دی ۱۳۴۵ با شمارهٔ ثبت ۶۱۲ به‌عنوان یکی از آثار ملی ایران به ثبت رسیده است.